# Maria 2. af England
Maria 2. (født 30. april 1662, død 28. december 1694) var dronning af England og Irland fra 13. februar 1689 og dronning af Skotland fra 11. april samme år til sin død. Hun var protestant og kom på tronen efter den glorværdige revolution da hendes katolske far Jakob 2. blev afsat. Hun styrede sammen med sin mand Vilhelm 3., som også var hendes fætter. Efter hendes død blev han enehersker. 
Deres fælles regeringstid refereres ofte til som Vilhelm og Marias tid. Selv om hun var regerende dronning og ikke bare gemalinde, var det i realiteten Vilhelm, som fungerede som monark det meste af tiden. Undtagelsen var de perioder hvor han var involveret i krigsførelse uden for riget.

## Tidlige liv
Maria blev født i St. James's Palace i London. Hun var ældste datter af Jakob, hertug af York (den senere Jakob 2.) og dennes første hustru, Lady Anne Hyde. Hendes onkel var Karl 2. af England, og hendes morfar var Edward Hyde, 1. jarl af Clarendon, som længe var Karl 2.'s vigtigste rådgiver. Moderen fik otte børn, men kun Maria og hendes yngre søster Anne overlevede barndommen. 
Hertugen af York konverterede til katolicismen i 1668 eller 1669, men efter ordre fra Karl 2. fik Maria og Anne en protestantisk opdragelse. Moderen døde i 1671, og faderen giftede sig igen i 1763 med Maria af Modena. 
Femten år gammel blev Maria forlovet med den protestantiske statholder Vilhelm af Oranien. Han var en søn af hendes tante Mary og prins Vilhelm 2. af Nassau. Karl 2. var først imod denne alliance med en nederlandsk hersker, og ville hellere at Maria skulle gifte sig med den franske arveprins Louis. På grund af pres fra parlamentet og at ønsket om en koalition med det katolske Frankrig faldt bort, tillod han til sidst ægteskabet. Hertugen af York tillod det også i den fejlagtige tro, at det ville styrke hans position blandt protestanterne. Parret giftede sig i London den 4. november 1677. 
De rejste til Holland, hvor hun levede som Vilhelms gemalinde. Hun var trofast mod sin mand, men ægteskabet var ofte ulykkeligt. Tre graviditeter endte i spontanaborter eller dødfødsler, og barnløsheden førte til, at hun var ulykkelig i store dele af sit liv. Hendes livlige natur gjorde hende populær blandt hollænderne. Hendes mand derimod var kold og afvisende. Han havde længe et udenomægteskabeligt forhold til Elizabeth Villiers, en af Marias hofdamer. Efterhånden blev han mere afslappet i Marias selskab, og ægteskabet fungerede bedre.

## Revolutionen
Da Karl 2. døde uden ægtefødte arvinger i 1685, blev hertugen af York kronet som Jakob 2. i England og Irland og Jakob 7. i Skotland. Hans religionspolitik var kontroversiel; han ønskede at give religionsfrihed til ikke-anglikanere, noget som blev dårligt modtaget, ikke mindst fordi han forsøgte at indføre det ved at annullere parlamentsvedtagelser gennem kongelige dekreter. Flere protestantiske politikere og adelsmænd begyndte at forhandle med Vilhelm af Oranien allerede i 1687. Efter at Jakob 2. havde tvunget anglikanske præster til at oplæse Declaration of Indulgence, en proklamation om religionsfrihed for afvigere, i kirkerne i maj 1688, sank hans popularitet voldsomt. Bedre blev det ikke, da hans dronning Maria, fødte en søn, James Francis Edward, i juni 1688. Sønnen skulle nemlig, i modsætning til Maria og Anne, opdrages som katolik. Nogle hævdede, at det var et byttebarn, smuglet ind i stedet for et dødfødt barn, og at det således heller ikke var en retmæssig arving. Selv om der ikke fandtes nogen beviser, gik Maria offentligt til angreb på sønnens legitimitet og sendte et brev med en række specifikke spørgsmål omkring fødslen til sin søster Anne. 
30. juni blev invitationen til Vilhelm sendt. Syv adelsmænd, kendt som Immortal Seven, bad ham om at komme til England med en hær. Han var først tvivlende over for foretagendet, ikke mindst fordi han frygtede, at hans kone ville få en ledende rolle, eftersom hun havde arveretten til tronen. Det lykkedes hende dog at overbevise ham om, at hun ikke søgte politisk magt, og erklærede at hun ikke ville være mere end hans hustru, og at hun ville gøre alt som stod i hendes magt for at gøre ham til konge for livstid. Vilhelm gik med til at  invadere, og udstedte en erklæring hvor han omtalte den nyfødte dreng som "den falske (pretended) prins af Wales". Han opgav også en liste over klager, som det engelske folk havde mod kongen, og forsikrede om at det eneste formål med felttoget var at sikre, at et nyt og lovligt parlament kunne samles. 
Den hollandske hær gik i land 5. november efter at have måttet vende om på grund af en storm i oktober. Den engelske hær og flåde gik over til Vilhelm, og folket havde så lidt tillid til Jakob, at det ikke forsøgte at forsvare ham. Den 11. december forsøgte kongen at flygte, men blev fanget. Den 23. december lykkedes det ham at flygte, og han levede resten af sit liv i eksil i Frankrig. 
Maria var oprørt over omstændighederne omkring faderens afsættelse, men Vilhelm beordrede hende til at virke glad under deres triumftog ind i London. Hun blev som en følge af dette kritiseret for at virke kold over for faderens skæbne. Jakob skrev et heftigt udfald mod hende, hvor han kritiserede hende for hendes illoyalitet, noget som havde en dyb effekt på den fromme Maria.
I 1689 samledes et parlament indkaldt af prinsen af Oranien, og der blev ført omfattende diskussioner om, hvordan man skulle gå videre. Vilhelm følte sig usikker i sin position; han ville herske som konge og ikke bare som dronningens gemal. Den eneste præcedens for et delt monarki mellem ægtefæller var fra det 16. århundrede: Da Maria 1. giftede sig med Filip 2. af Spanien, fik han titel af konge i England. Men der blev da nedlagt restriktioner på hans myndighed, og han skulle kun have titlen, så længe hun levede. Vilhelm krævede at måtte beholde titlen også efter sin hustrus død. Nogle fremtrædende politikere mente, at Maria burde være enehersker, men hun nægtede dette af loyalitet over for sin mand. 
13. februar 1689 vedtog parlamentet Declaration of Right, hvor det blev konkluderet, at Jakob gennem sit flugtforsøg 11. december året før havde abdiceret, og at tronen dermed var ledig. Parlamentet valgte desuden ikke at give kronen til James Francis Edward, som efter de sædvanlige regler var tronarving, men til Vilhelm og Maria i fællesskab. Det blev dog fastslået, at prinsen af Oranien kun kunne udøve kongemagt i begges navn, og så længe de begge levede. Erklæringen fik senere et tillæg, således at ikke bare Jakob og hans arvinger blev udelukket, men alle katolikker, siden "det har vist sig gennem erfaringen, at det er i strid med sikkerheden og velfærden for dette protestantiske kongerige at blive styret af en papistisk fyrste". 
Biskoppen af London, Henry Compton, kronede dem begge i Westminster Abbey den 11. april 1689. Normalt udføres kroninger af ærkebiskoppen af Canterbury i hans egenskab af primas for Den engelske kirke, men Willam Sancroft nægtede at anerkende gyldigheden af afsættelsen af Jakob 2. På kroningsdagen erklærede Convention of the Estates of Scotland, en forsamling, som var langt mere splittet end det engelske parlament, at Jakob 7. ikke længere var konge af Skotland, og Vilhelm og Maria blev i fællesskab tilbudt den skotske krone. De accepterede dette den 11. maj. 
Selv efter at udnævnelsen var sket, var der betydelig støtte til Jakob i Skotland. John Graham, 1. viscount af Dundeee samlede en hær og sejrede i slaget ved Killiecrankie den 27. juli. Men det var en pyrrhussejr, da han mistede en stor del af sine styrker, og selv blev han dødeligt såret tidligt i slaget. Dermed var der ikke nogen effektiv leder eller en hær, som kunne følge op på sejren, og opgøret blev hurtigt slået ned. Den sidste træfning kom allerede måneden efter i slaget ved Dunkeld.

## Regeringstiden
I december 1689 vedtog parlamentet et af de vigtigste konstitutionelle dokumenter i engelsk historie, Bill of Rights. Meget af indholdet i Declaration of Right blev gentaget og bekræftet, men der blev også indført en række restriktioner på kongelig magtudøvelse. Monarken kunne ikke suspendere love vedtaget af parlamentet, udskrive  skatter uden parlamentets samtykke, indskrænke retten til at anke afgørelser, samle hærstyrker i fredstid uden parlamentets samtykke, nægte protestantiske undersåtter at bære våben, blande sig på upassende måde i parlamentsvalg, straffe medlemmer af over- eller underhuset for noget de havde sagt i debatter i parlamentet, kræve overdreven stor kaution eller pålægge grusomme eller usædvanlige straffe. 
Dokumentet regulerede også tronfølgen. Efter Vilhelm 3.s eller Maria 2.s død skulle den anden fortsætte med at regere alene; dette var en modifikation af bestemmelsen  i Declaration of Right. Den næste i arverækkefølgen skulle være eventuelle børn af parret, fulgt af Marias søster Anne og hendes børn. Efter dem igen kom børn, som Vilhelm eventuelt måtte få i et senere ægteskab, dersom han overlevede Maria. 
Fra 1690 var Vilhelm ofte borte fra England, først for at kæmpe mod jakobitter i Irland. Mens han var ude af landet styrede Maria. Hun var en myndig hersker, som blandt andet beordrede arrestationen af egen onkel, Henry Hyde, 2. jarl af Clarendon fordi han havde lagt planer for at få genindsat Jakob 2. I 1692 afsatte hun John Churchill, den senere 1. hertug af Marlborough fra hans embeder og fik ham fængslet for lignende anklager. Afsættelsen og arrestationen af Churchill gjorde hende mindre populær hos folket, og skadede hendes forhold til søsteren, som stod hans kone Sarah nær. Anne mødte op i retten sammen med Sarah Churchill, noget som førte til, at Maria i vrede krævede, at Anne skulle fjerne Sarah fra sin omgangskreds. Forholdet mellem de to søstre var anstrengt resten af Marias liv, og under Annes graviditet så de ikke hverandre. 
Inden 1692 var de irske jakobitter slået ned, men Vilhelm fortsatte med at føre krig, nu mod franskmændene i Nederlandene. Maria fortsatte med at styre landet, men søgte råd hos sin mand. Når han var i England i kortere perioder, var hun ikke indblandet i regeringsspørgsmål i det hele taget, noget Bill of Rights havde klargjort. Men hun var involveret i alle kirkelige sager, som blev bragt til monarken, også når Vilhelm var tilstede.

## Død
Maria døde af kopper i Kensington Palace den 28. december 1694 og blev stedt til hvile i Westminster Abbey. Vilhelm var efterhånden blevet stadig mere afhængig af at have Maria ved sin side og var knust efter hendes død. 
Barokkomponisten Henry Purcell fik til opgave at skrive musik til hendes begravelse, kaldet Music for the Funeral of Queen Mary. Marchen, som er katalogiseret som Z860 A, har senere været brugt i en række sammenhænge, blandt andet som titelmusik i filmen A Clockwork Orange.

## Videre historie
Vilhelm 3. fortsatte med at styre landene som konge efter Marias død. Det blev efterhånden klart, at tronfølgeordningen måtte udvides. I juli 1700 døde prinsesse Annes sidste barn, William, hertug af Gloucester, og det var også klart, at Vilhelm ikke ville få flere børn. Dermed havde man kun Anne som tronarving, noget som var en uholdbar situation i tilfælde af, at hun skulle gå bort før Vilhelm eller kort tid efter ham. Parlamentet vedtog Act of Settlement 1701, som foreskrev, at kronen skulle gå til nærmeste protestantiske slægtning, som var Sophia af Hannover, og derefter til hendes protestantiske arvinger. 
Da Vilhelm 3. døde i 1702, blev han efterfulgt af Anne, som til sin tid blev efterfulgt af sønnen af den da afdøde Sophia af Hannover, George 1.
Det findes to institutioner, som blev oprettet af Maria: College of William and Mary i vore dages Williamsburg i Virginia, og Royal Hospital for Seamen i Greenwich.

## Titler
- 30. april 1662 - 13. februar 1689: Hendes Højhed Lady Maria
- 4. november 1677 - 13. februar 1689: Hendes Højhed Prinsessen af Oranien
- (England) 13. februar 1689 - 28. december 1694: Hendes Majestæt Dronningen
- (Skotland) 11. april 1689 - 28. december 1694: Hendes Majestæt Dronningen